# Cor Bernard
Cornelis (Cor) Bernard (Apeldoorn, 18 januari 1934 – Schoorl, 2 november 2021) was een Nederlands politicus van de PvdA.
Hij doorliep de middelbare school in Amsterdam en ging daar rond 1951 als 'schrijver' (jongste bediende) werken bij de gemeentesecretarie. Vervolgens werkte hij als adjunct-commies bij de gemeenten Ouddorp en Oostvoorne en daarna als hoofdcommies bij de gemeentesecretarie van Dwingeloo. In april 1967 werd hij de gemeentesecretaris van de toenmalige Zeeuws-Vlaamse gemeente Hoek als opvolger van J. Dregmans die 40 jaar die functie vervuld had. Zelf stapte Bernard al na anderhalf jaar op toen hij in september 1968 benoemd werd tot burgemeester van de Groningse gemeente Kantens en vanaf april 1971 was hij tevens de burgemeester van Usquert. In juli 1975 werd hij benoemd tot burgemeester van Schoorl. In september 1991 ging hij daar met 40 jaar in overheidsdienst vervroegd met pensioen.
Bernard overleed in november 2021 op 87-jarige leeftijd.